# Coelogyne fuscescens
Coelogyne fuscescens là một loài phong lan.

## Hình ảnh

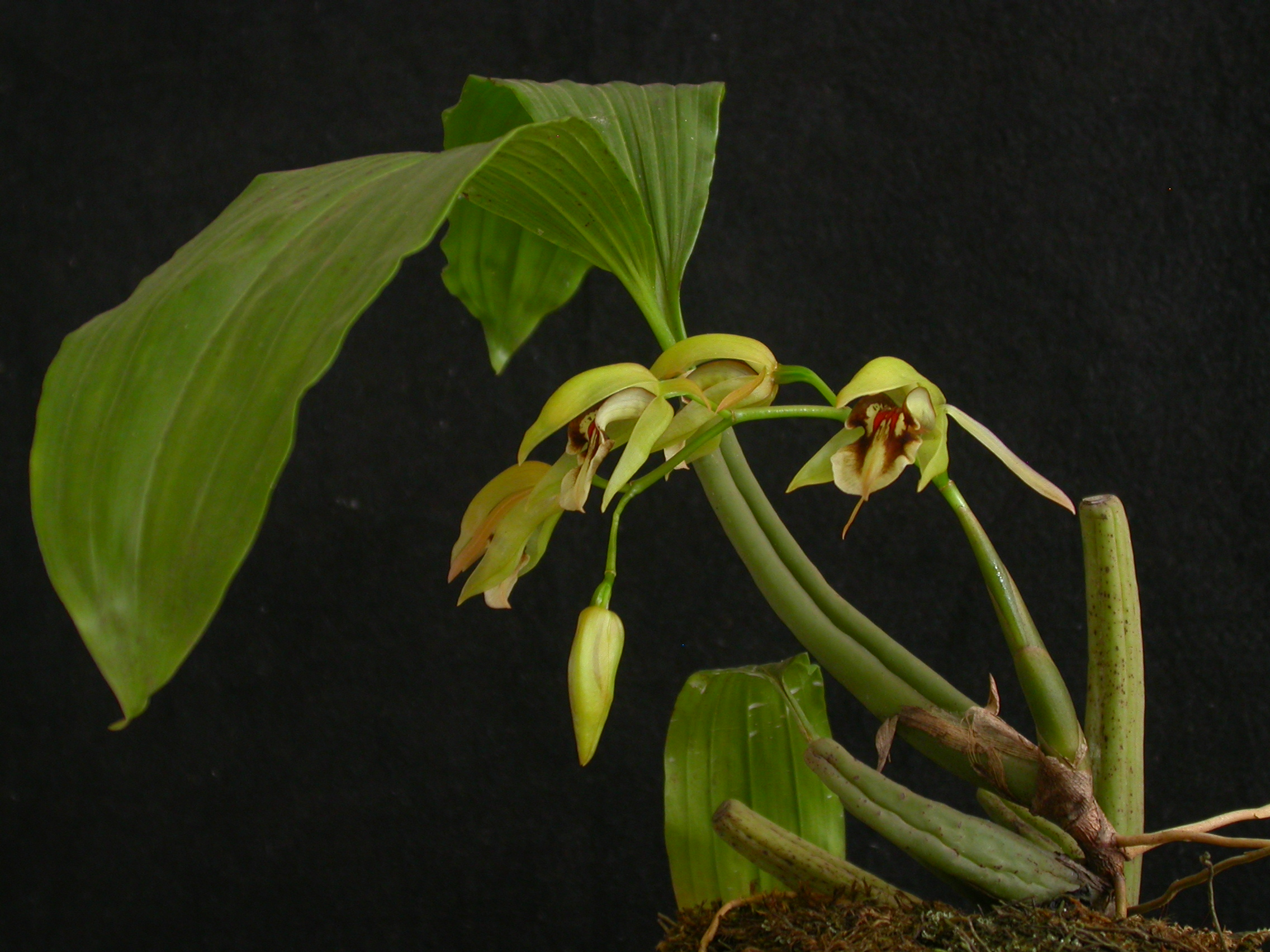
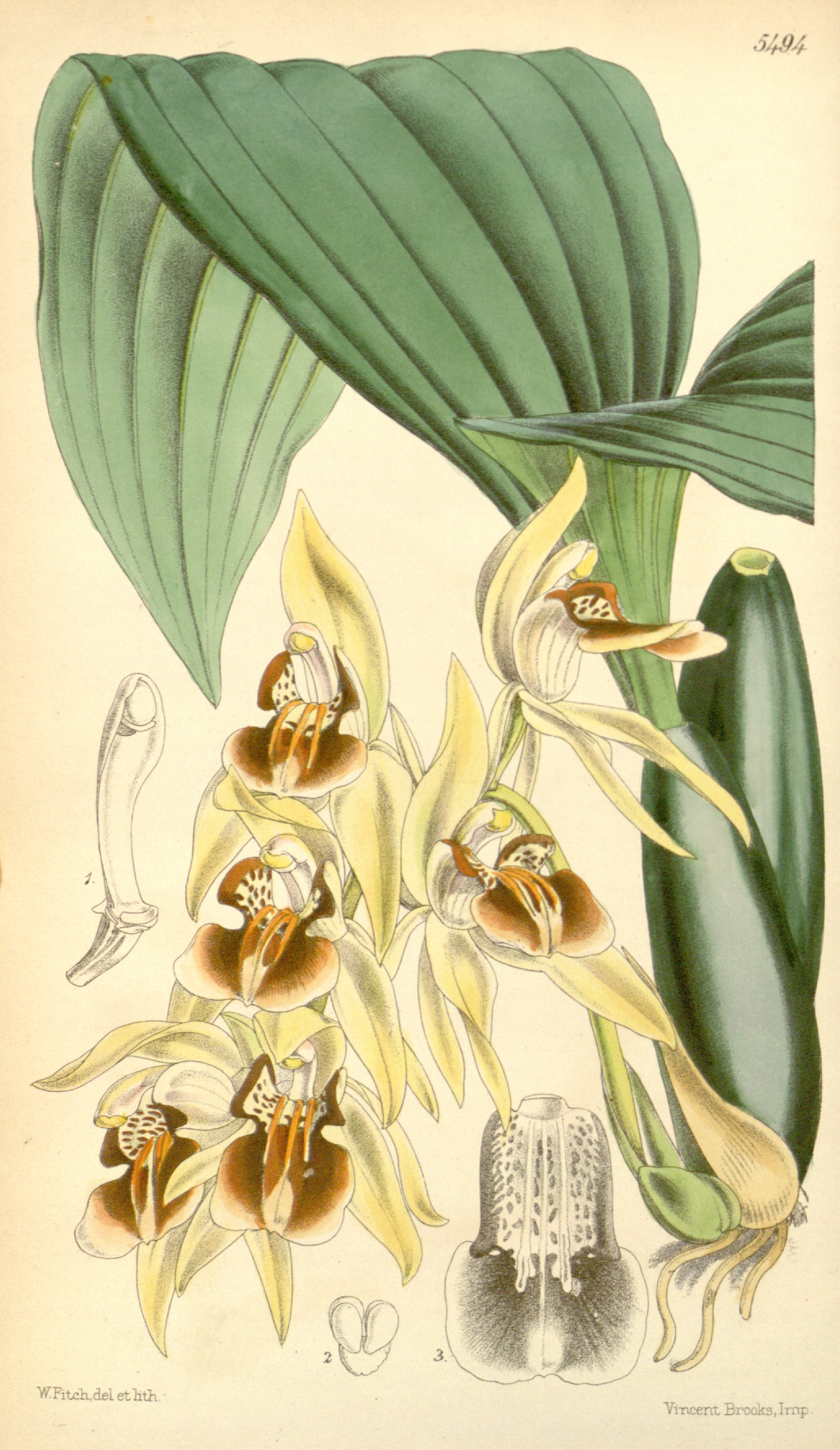